# Мордехай, Йоав
Йоа́в («По́ли») Мордеха́й (ивр. יואב (פולי) מרדכי‎; род. 25 марта 1964, Иерусалим, Израиль) — генерал-майор запаса Армии обороны Израиля; в последней должности: Координатор действий правительства на территориях (с января 2014 по май 2018 года).

## Биография
Йоав Мордехай родился в Иерусалиме 25 марта 1964 года и вырос в иерусалимском квартале Мамила.
Мать Мордехая, Хана, родилась в семье Меира и Хагит (Хатун) Давид-Пур, выходцев из Курдистана. Меир Давид-Пур, уроженец курдского города Керенд в Иране, служил в секретной службе персидских вооружённых сил в ходе Первой мировой войны, а в 40-е годы XX века, вплоть до пеерезда в Израиль в 1948 году, сотрудничал с Еврейским агентством в переправке иракских евреев в Палестину.

### Военная карьера
В 1982 году Мордехай был призван на службу в Армию обороны Израиля. Начал службу в 51-м батальоне бригады «Голани». В 1984 году вышел на офицерские курсы и с 1985 по 1986 год служил начальником разведывательного отдела (ивр. קמ"ן‎) в 51-м батальоне.
В 1986 году перешёл на должность офицера по анализу разведывательных данных в Департаменте разведанализа (ивр. חטיבת המחקר‎) Управления разведки Генштаба армии, а в 1987 году вышел на годовой курс изучения арабского языка в рамках Общей службы безопасности Израиля «Шабак».
С 1988 по 1996 год исполнял ряд должностей в 504-м подразделении военной разведки, ответственном за сбор информации через агентурные сети и осведомителей в странах арабского мира. В те годы Мордехай руководил, в основном, агентурной сетью в Ливане и Сирии, завербовав для своих целей, помимо прочего, высокопоставленного представителя организации «Хезболла». С 1996 по 1998 год находился на учёбе, а в дальнейшем вернулся в 504-е подразделение и занял должность командира иерусалимского округа подразделения, ответственного за Западный берег реки Иордан. На этом посту Мордехай и округ подразделения под его командованием были удостоены знака отличия главы Управления разведки Генштаба армии за достижения в ходе операции «Защитная стена» и деятельность в ходе Второй палестинской интифады.
Оперативным прозвищем Мордехая в 504-м подразделении было прозвище «капитан Аюб», и образ Мордехая в данной должности лёг в дальнейшем в основу образа сотрудника израильских контртеррористических органов «капитана Аюба» Габи в израильском телесериале «Фауда».
С 2001 по 2003 год исполнял должность главы Объединённого израильско-палестинского комитета безопасности (JSC), а в сентябре 2003 года возглавил Региональный штаб по координации и взаимодействию сектора Газа (ивр. מת"ק עזה‎). Исполнял должность во время осуществления «Плана одностороннего размежевания» в секторе Газа и во время операций «Радуга» и «Дни покаяния».
В 2005 году вышел на учёбу в Колледже национальной безопасности Армии обороны Израиля.
В январе 2007 года Мордехаю было присвоено звание бригадного генерала, и он был назначен главой Гражданской администрации Западного берега реки Иордан. Исполнял эту должность до ноября 2010 года. Период деятельности Мордехая на посту был охарактеризован переходом из атмосферы противостояния в режим активного сотрудничества между израильскими властями и Палестинской национальной администрацией в гражданской сфере и в сфере безопасности, а также укреплением надзора властей за еврейской поселенческой деятельностью на Западном берегу реки Иордан.
20 марта 2011 года министр обороны Эхуд Барак утвердил рекомендацию Начальника Генштаба армии, генерал-лейтенанта Бени Ганца, назначить Мордехая на пост главы пресс-службы Армии обороны Израиля. 7 апреля 2011 года Мордехай вступил на должность, сменив на посту бригадного генерала Ави Бнаяху.
В апреле 2013 года было решено утвердить назначение бригадного генерала Моти Альмоза на пост пресс-секретаря армии накануне назначения Мордехая на пост Координатора действий правительства на территориях. 14 октября 2013 года Мордехай передал управление пресс-службой армии Альмозу.

#### На посту Координатора действий правительства на территориях
27 января 2014 года Мордехай был повышен в звании до генерал-майора, а 29 января 2014 года вступил на должность Координатора действий правительства на территориях, сменив на посту генерал-майора Эйтана Дангота.
В должности Координатора действий правительства на территориях Мордехаю удалось стать ключевым участником процесса координации между Израилем и Палестинской национальной администрацией, и ввиду его влияния на палестинское лидерство и контроля над происходящим на Западном берегу реки Иордан и в секторе Газа представители палестинских организаций, как со стороны «Фатха», так и со стороны «Хамаса», не раз иронично называли его «действующим президентом Палестины». В свете значительного сокращения объёма контактов между израильским и палестинским лидерством в данный период Мордехай подчас оставался благодаря своим связям и влиянию единственным каналом связи между сторонами.
Мордехай стал инициатором учреждения и участником координационного форума для решения неотложных вопросов в сфере безопасности и экономики с участием Командующего Центрального военного округа, главы Общей службы безопасности Израиля «Шабак» и высокопоставленных представителей Палестинской администрации. В ходе операции «Нерушимая скала» в секторе Газа летом 2014 года Мордехай, посредством своих связей в арабском мире, дипломатическом корпусе и международных неправительственных организациях, неоднократно служил неформальным каналом связи между израильским военным руководством и руководством организации «Хамас» для разрядки ситуации и решения гуманитарных вопросов.
Мордехай также приложил значительный вклад в учреждение проекта «Доброе соседство» (ивр. שכנות טובה‎ Шхенут това) для оказания гуманитарной и медицинской помощи страдающему из-за Гражданской войны сирийскому населению.
Мордехай также неоднократно встречался с представителями лидерства различных государств, включая арабские страны, не поддерживающие дипломатических отношений с Израилем, а также выступал с разъяснениями политики и военных действий Израиля в арабоязычных СМИ, включая телеканал «Аль-Джазира».
1 мая 2018 года Мордехай передал пост генерал-майору Камилю Абу Рукуну накануне выхода в запас из армии.

### После выхода в запас
После выхода в запас Мордехай вместе с деловыми партнёрами учредил группу компаний Novard, занимающуюся деловыми проектами в сфере технологий и торговли между странами Ближнего Востока и Азии, и стал председателем группы. Группа Novard под руководством Мордехая осуществляла деловую деятельность также в Катаре, где группа заключила, помимо прочего, крупную сделку в сфере кибербезопасности и консультировала власти страны по вопросам безопасности в ходе Чемпионата мира по футболу в 2022 году.
Вскоре после начала войны в секторе Газа в октябре 2023 года Мордехай был призван на резервистскую службу и принял участие в координации переговоров по возврату израильских заложников, захваченных при вторжении ХАМАС в Израиль.

### Образование и личная жизнь
Мордехай обладает степенью бакалавра в области государственного управления и политики и степенью магистра Колледжа национальной безопасности Армии обороны Израиля в области национальной безопасности.
Женат, отец трёх дочерей. Живёт в городе Модиин.
6 января 2024 года зять Мордехая подполковник Рои Йохай Йосеф-Мордехай погиб в ходе боёв в секторе Газа.

## Публикации
- אלוף יוסף מישלב, אל"ם יואב מרדכי (פולי), ד"ר רוני מש, סרן הדס קליין תיאום הפעולות בשטחים באספקלריה היסטורית וארגונית מערכות 400, מאי 2005 (Генерал-майор Юсеф Мишлеб, полковник Йоав Мордехай (Поли), доктор Рони Маш, капитан Хадас Кляйн, «Координация действий на территориях с исторической и организационной точки зрения», «Маарахот» № 400 (май 2005)) (Архивная копия от 3 марта 2016 на Wayback Machine) (иврит)
- תא"ל יואב (פולי) מרדכי וסא"ל יותם אמיתי שבחי התבונה — האתגר הרב-ממדי של מפקד הבט"ש באיו"ש מערכות 436 (אפריל 2011), 48 (Бригадный генерал Йоав (Поли) Мордехай и подполковник Йотам Амитай, «Хвала разуму — многоаспектный вызов перед командиром, обеспечивающим текущую безопасность в Иудее и Самарии», Маарахот 436 (апрель 2011), с. 48) (Архивная копия от 3 марта 2016 на Wayback Machine) (иврит)
- תא"ל יואב (פולי) מרדכי הגיבורים שלי (Бригадный генерал Йоав (Поли) Мордехай, «Мои герои»), на сайте Армии обороны Израиля — Йоав Мордехай о павших товарищах (24.4.12) (Архивная копия от 4 марта 2016 на Wayback Machine) (иврит)
- תא"ל יואב (פולי) מרדכי איפה הייתם לפני 65 שנה?: החזרה לאדמה המקוללת וואלה, 8.4.13 (Бригадный генерал Йоав (Поли) Мордехай, «„Где вы были 65 лет назад?“: возвращение на проклятую землю»), Walla (8.4.13)) (Архивная копия от 14 июня 2021 на Wayback Machine) (иврит)